# Bruno Werner (Leichtathlet)
Bruno Werner (* 12. Mai 1956 in Neudorf) ist ein ehemaliger deutscher Leichtathlet, der auf den Sprint spezialisiert war.
Er wurde bei den Deutschen Meisterschaften 1978 Dritter über 100 Meter und erreichte von 1977 bis 1979 dreimal das Finale über 200 Meter, wo er aber nicht über Platz sieben hinauskam. Seine größten Erfolge erzielte Werner mit der Kornwestheimer 4-mal-100-Meter-Staffel, mit der er 1979 in 40,12 s Deutscher Meister wurde (Wolfgang Jäger, Dieter Gebhard, Bruno Werner, Peter Klein). Im Jahr darauf konnte die Staffel (Bruno Werner, Dieter Gebhard, Bernd Sattler, Peter Klein) in 39,49 s den Titelgewinn wiederholen.
Werner stellte seine persönliche Bestzeit mit 10,4 s 1975 in Kornwestheim auf, bis 1980 konnte er sie viermal einstellen. Seine Bestzeit über 200 Meter lag bei 20,9 s, aufgestellt 1978 in Ludwigsburg. Er startete in seiner Karriere für den TSV Neudorf, Salamander Kornwestheim und die MTG Mannheim.